# Amaurobius cerberus
Amaurobius cerberus är en spindelart som beskrevs av Fage 1931. Amaurobius cerberus ingår i släktet Amaurobius och familjen mörkerspindlar.
Artens utbredningsområde är Spanien. Inga underarter finns listade i Catalogue of Life.